# Tangara à menton noir
Anisognathus notabilis
Espèce
Statut de conservation UICN

 LC  : Préoccupation mineure
Le Tangara à menton noir (Anisognathus notabilis) est une espèce de passereaux appartenant à la famille des Thraupidae.

## Répartition
On le trouve en Colombie et en Équateur.